# Sha're
Sha're es un personaje de la película Stargate y de la serie derivada de ésta, Stargate SG-1. En la película fue interpretada por la actriz Mili Avital y en la serie de televisión por Vaitiare Bandera.

## Historia
Sha're es la hija Kasuf, del jefe de un poblado de habitantes del planeta Abydos, que acaba enamorándose de Daniel Jackson, el arqueólogo de la expedición que manda la Tierra a través del Stargate, con el que acaba casándose. Es hermana de Skaara.
Después de casarse con Daniel, ambos vivieron en el planeta Abydos durante un tiempo, hasta el inicio de los sucesos de la serie de televisión, que se inicia con el secuestro de Sha're por parte del Goa'uld Apophis. El equipo SG-1 va en su busca pero para cuando llegan ya se ha convertido en anfitriona de otra Goa'uld, Amonet, la compañera de Apophis, junto con el que escapa.
Al cabo de un año, Daniel Jackson regresa a Abydos y se encuentra con que Sha're va a dar a luz al hijo de Apophis, que al haber sido concebido por los anfitriones de dos goa'uld contará con la memoria genética de éstos, y que por tanto conocerá todos los secretos de estos seres. Una vez que nace el niño, Amonet recupera el control del cuerpo de Sha're y escapa dejando al niño atrás, creyendo que un enemigo de Apophis lo ha raptado. Apophis quería usar este niño como su futuro anfitrión.
Amonet vuelve a Abydos más tarde para esclavizar a sus habitantes y Daniel se enfrenta a ella. Justo cuando ésta trata de matarle, Teal'c le dispara con su lanzadera, matando tanto al parásito como a la anfitriona. Usando el aparato manual de Amonet, Sha're consiguió comunicarse con Daniel antes de morir y encomendarle que buscara a su hijo y lo protegiera.
- Datos: Q3958914